# 22 رمضان
- السبت
- الأحد
- الاثنين
- الثلاثاء
- الأربعاء
- الخميس
- الجمعة

- 11 مارس 2025
- 22 مارس 2025
- 33 مارس 2025
- 44 مارس 2025
- 55 مارس 2025
- 66 مارس 2025
- 77 مارس 2025
- 88 مارس 2025
- 99 مارس 2025
- 1010 مارس 2025
- 1111 مارس 2025
- 1212 مارس 2025
- 1313 مارس 2025
- 1414 مارس 2025
- 1515 مارس 2025
- 1616 مارس 2025
- 1717 مارس 2025
- 1818 مارس 2025
- 1919 مارس 2025
- 2020 مارس 2025
- 2121 مارس 2025
- 2222 مارس 2025
- 2323 مارس 2025
- 2424 مارس 2025
- 2525 مارس 2025
- 2626 مارس 2025
- 2727 مارس 2025
- 2828 مارس 2025
- 2929 مارس 2025
- 130 مارس 2025
- 231 مارس 2025
- 31 أبريل 2025
- 42 أبريل 2025
- 53 أبريل 2025
- 64 أبريل 2025

22 رمضان أو 22 رمضان المُبارك أو يوم 22 \ 9 (اليوم الثاني والعُشرون من الشهر التاسع) هو اليوم الثامن والخمسون بعد المائتين (258) من أيَّام السنة (أو التاسع والخمسون بعد المائتين لو كان شهر شعبان مُتممًا لليوم الثلاثين أو الستون بعد المائتين لو أتم كلًا من صفر وربيع الآخر وجمادى الآخرة وشعبان ثلاثين يومًا) وفق التقويم الهجري القمري (العربي). يبقى بعده 96 أو 97 أيَّام لانتهاء السنة.

## أحداث
- 1 هـ - الرسول محمد يبدأ إرسال السرايا النبوية لتحقيق بعض الأهداف الإسلامية، منها: سرية سيف البحر وكان على رأسها حمزة بن عبد المطلب، وسرية رابغ وكان على رأسها عبيدة بن الحارث بن عبد المطلب، وسرية الخرار وكان على رأسها سعد بن أبي وقاص.
- 8 هـ - وقوع غزوة الطائف بين 12000 من قوات المسلمين بقيادة الرسول محمد وقبيلة ثقيف وبعض الفارين من هوازن، وهدفت الغزوة إلى فتح الطائف والقضاء على قوات ثقيف وهوازن الهاربة من غزوة حنين.
- 559 هـ - المسلمون يحققون نصرًا على الفرنجة في معركة حارم بقيادة السلطان نور الدين زنكي.
- 657 هـ - جيش المغول ينطلق بعد تدمير بغداد إلى الشام وعلى مقدمتهم كتبغا نوين وسنكنفور وبايجو على الميمنة، والأمراء الآخرون على الميسرة، بينما كان هولاكو يقود قلب الجيش.
- 705 هـ - وصول شيخ الإسلام ابن تيمية إلى القاهرة بعد أن استدعاه السلطان المملوكي المنصور حسام الدين لاجين بعد أن عقدت له المحاكمات في الشام، وحوكم في القلعة واعتقلوه في البرج الذي بالقلعة.
- 831 هـ - في سلطنة برسباي اقتربت سفينتان من القراصنة الفرنجة من الإسكندرية للإغارة عليها، فوجد القراصنة جنود المماليك في انتظارهم فهربوا للبحر.
- 1182 هـ - خان القرم التابع للدولة العثمانية يقوم بهجوم شتوي مفاجئ على أوكرانيا، ويأسر الآلاف، أثناء الحرب الروسية - العثمانية.
- 1355 هـ - جمهوريات أرمينيا السوفييتية الاشتراكية وأذربيجان الاشتراكية وجورجيا السوفييتية الاشتراكية وقيرغيزستان يصبحون جزءًا من الاتحاد السوفيتي.
- 1362 هـ - انتخاب بشارة الخوري رئيسًا للبنان.
- 1374 هـ - صدور مجلة «حواء الجديدة» عن مؤسسة دار الهلال بمصر، وتولت رئاسة تحريرها الدكتورة «أمينة السعيد» التي كانت أول سيدة تتولى رئاسة التحرير في صحيفة لم تنشئها.
- 1390 هـ - الفريق حافظ الأسد قائد الانقلاب في سوريا يشكل وزارة جديدة من 26 وزير وإحتفظ فيها لنفسه بوزارة الدفاع.
- 1431 هـ - الرئيس الأمريكي باراك أوباما يعلن نهاية العمليات العسكرية الأمريكية في العراق وأن العراقيون باتوا مسؤولين عن الأمن في بلادهم.
- 1432 هـ - وصول الثوار إلى الساحة الخضراء في طرابلس بعد انسحاب كتائب القذافي من أنحاء العاصمة، وفي المساء احتفل الآلاف بسقوط نظام القذافي في الساحة الخضراء وسط طرابلس وفي بنغازي وفي مدينة البيضاء.
- 1433 هـ -
  - الرئيس المصري محمد مرسي يصدر قرارا بإقالة المشير محمد حسين طنطاوي القائد العام للقوات المسلحة، وإقالة الفريق سامي عنان رئيس أركان حرب القوات المسلحة وإحالتهما على المعاش وعددا من قادة الأفرع الأساسية للقوات المسلحة، على خلفية الاعتداء الارهابي على وحدة عسكرية للجيش المصري في رفح.
  - الرئيس السوري بشار الأسد يعين وزير الصحة وائل الحلقي رئيسًا للوزراء وذلك بعد أيام من انشقاق رئيس الوزراء السابق رياض فريد حجاب.
  - الجيش السوري يقصف قلعة حلب وذلك بعد تحصن قوات الجيش السوري الحر بالقرب منها.
- 1434 هـ - قتل 8 جنود تونسيين في كمين في جبل الشعانبي في تونس منهم اثنين ماتوا ذبحا، وبناء عليه قام الجيش التونسي بعملية عسكرية واسعة النطاق بقصف الجبل بالطائرات والمدفعية فيما عرفت بأحداث جبل الشعانبي.
- 1436 هـ - روسيا تستخدم الفيتو ضد قرار لمجلس الأمن يصف مذبحة سربرنيتسا بالإبادة الجماعية.
- 1437 هـ - سلسلة تفجيرات انتحارية في بلدة القاع اللبنانية تسفر عن مقتل 5 أشخاص وإصابة 13 آخرين.
- 1440 هـ - فوز نادي الزمالك المصري ببطولة كأس الكونفيدرالية الأفريقية بعد تغلبه في النهائي على فريق نهضة بركان المغربي.

## مواليد
- 277 هـ - عبد الرحمن الناصر لدين الله، ثامن حكام الدولة الأموية في الأندلس وأول خلفاء قرطبة.
- 282 هـ - جعفر المقتدر بالله، الخليفة العباسي الثامن عشر.
- 1084 هـ - أحمد الثالث، السلطان العثماني الرابع والعشرون.
- 1286 هـ - شكيب أرسلان، كاتب وأديب ومفكر لبناني.
- 1329 هـ - شفيق نور الدين، ممثل مصري.
- 1368 هـ -
  - محمد العلي، ممثل سعودي.
  - مصطفى بن حمزة، عالم دين مغربي.
- 1375 هـ - حسين المنصور، ممثل كويتي.
- 1382 هـ - ياسمين، ممثلة مصرية.
- 1412 هـ - إسراء الزعبي، ممثلة أردنية.

## وفيات
- 399 هـ - أحمد بن محمد أبو الرقعمق الأنطاكي، شاعر أنطاكي.
- 1412 هـ - تحية كاظم، سيدة مصر الأولى.
- 1415 هـ - محمد رضا، ممثل مصري.
- 1416 هـ - وجيه البارودي، طبيب وشاعر سوري.
- 1428 هـ - قاسم الناصر، لواء أردني شارك في حرب فلسطين.
- 1432 هـ - محمد العبد الله الفيصل آل سعود، أمير وشاعر ورياضي سعودي.
- 1436 هـ - سعود الفيصل، وزير خارجية المملكة العربية السعودية.
- 1440 هـ - قيس الياسري، إعلامي وأستاذ جامعي وشاعر عراقي.

## وصلات خارجية
- موقع قصة الإسلام: حدث في شهر رمضان.